# Arevabuyr
Arevabuyr là một đô thị thuộc tỉnh Ararat, Armenia. Dân số ước tính năm 2011 là 1174 người. Đô thị này thuộc vùng đô thị Yerevan.